# Погонь (футбольний клуб, Седльці)
ФК «Погонь» (пол. Pogoń Siedlce) — польський футбольний клуб з міста Седльці, заснований 1946 року.